# Vaselina (futbol)
La vaselina, barret o globus, en el context del futbol, és un xut suau amb trajectòria molt corba que fa volar la pilota per sobre d'un o més jugadors contraris, entre els quals el porter.
Els gols realitzats fent que la pilota pugi per sobre del porter i baixi abans d'entrar a porteria són molt elegants si es realitzen amb suavitat. Aquesta forma de marcar gols és especialment característica dels futbolistes espanyols Raúl González i David Villa, dels davanters argentins Ariel Ortega, Gonzalo Higuaín i Lionel Messi, els brasilers Pelé i Romário, i el migcampista ofensiu italià Francesco Totti.